# Олкът
Олкът (на английски: Alcott) е ударен кратер разположен на планетата Венера с диаметър 66 km.; кръстен на Луиза Мей Олкът – американска писателка.
Олкът е един от малкото кратери на Венера, които променят облика си при вулканична дейност. Особеното при него е, че изригванията са на друго място, докато той просто попада на пътя на лавата. Все още може да се види почти половината от ръба на кратера.